# Зиновьев, Максим Юрьевич
Макси́м Ю́рьевич Зино́вьев (15 июля 1980, Липецк) — российский футболист, защитник; тренер.

## Биография

### Карьера игрока
Начал профессиональную карьеру в 1998 году в клубе «Химки». В 2001 году перешёл в польский «Белхатув», однако не сыграв ни одного матча, отправился в другой польский клуб «Шлёнск» Вроцлав. С 2002 по 2005 играл в «Металлурге» Липецк, в 2004 отдавался в аренду в «Газовик-Газпром», за который сыграл 20 матчей и забил 2 гола. В 2006 играл в махачкалинском «Динамо», но после того как клуб был лишён профессионального статуса, перешёл в «Балтику». В 2008 играл в «Волге» Ульяновск. В феврале 2009 перешёл в «Химки», по мнению некоторых, стал «белым пятном во всём выступлении клуба» в сезоне 2009 года. В 2011 году выступал за «Факел» Воронеж и «Торпедо». 11 июля 2012 года подписал контракт с «Долгопрудным». 1 марта 2013 года перешёл в «Машук-КМВ». Всего сменил более 10 команд в России. Завершил игровую карьеру в 2015 году.

### Карьера тренера
С 2015 года работает тренером в женском футболе, сначала в системе клуба «Россиянка», а с 2016 года (с перерывами) — возглавляет ЦСКА. Осенью 2016 года за несколько туров до финиша возглавил «Россиянку», которая в итоге стала чемпионом. В начале 2017 года вернулся в ЦСКА. Осенью 2018 года уступил тренерский пост в армейском клубе Александру Григоряну, но после первых туров сезона-2019 года вернулся к руководству командой и в итоге привёл её к чемпионскому титулу. В июне 2021 года перешёл на работу тренером-консультантом клуба. 17 октября 2022 года вновь вернулся на пост главного тренера.

## Достижения

### В качестве игрока
«Металлург» (Липецк)
- Победитель зоны «Центр» Второго Дивизиона: 2002

### В качестве тренера
«Россиянка»
- Чемпион России среди женщин и команд дублирующих составов: 2015

 ЦСКА
- Чемпион России среди женщин: 2019, 2020
- Обладатель Кубка России среди женщин: 2017, 2022, 2023

## Семья
Женат на футболистке Татьяне Чёрной.